# Ley Orgánica de Transferencias Complementarias a Canarias
La LOTRACA o Ley Orgánica 11/1982, de 10 de agosto, de Transferencias Complementarias a Canarias es una ley aprobada el 10 de agosto de 1982 junto con el Estatuto de Canarias, en la que se transfieren a Canarias (España) competencias de Titularidad estatal, para compensar las circunstancias especiales de Canarias, la insularidad y la lejanía.

## Historia
La Constitución establecía dos métodos para obtener la autonomía: 
- Por Vía Rápida, en la que las Nacionalidades Históricas, Cataluña, País Vasco y Galicia, conseguirían la autonomía con mayor rapidez y con un mayor número de competencias.

- Por Vía Lenta, mediante los artículos 143 y 144, por la que las demás comunidades alcanzarían la autonomía, pero de forma más lenta e inicialmente con un menor número de competencias.

Canarias, al no poder estar en el primer grupo, se le reconoció sus singularidades y derechos históricos económicos y fiscales derivadas de la lejanía y la insularidad mediante la aprobación de esta ley el 10 de agosto de 1982, el mismo día que se aprobó el Estatuto de Autonomía de Canarias.
En 2006, junto con la propuesta de reforma del Estatuto de Autonomía de Canarias, el Parlamento de Canarias promovió una reforma de la Lotraca para aumentar las competencias de la Comunidad. Se intentó que el Estatuto y la Lotraca fueran debatidas al mismo tiempo pero el Congreso de los Diputados rechazó esta posibilidad.

## Competencias transferidas a Canarias

### Competencias exclusivas
Art. 31
- Agricultura y Ganadería
- Industria (Sin perjuicio del Estado)
- Comercio interior y defensa del consumidor y del usuario (Sin perjuicio del Estado)
- Ordenación y planificación de la economía Canaria
- Denominaciones de origen
- Bancos públicos canarios y Cajas de Ahorro

### Competencias que legisla y ejecuta
Art. 32
- Educación
- Medios de Comunicación y Televisión Regional
- Régimen Local
- Referendums en Canarias de acuerdo con Leyes estatales
- Montes
- Energía y minería
- Salud e higiene
- Medio Ambiente
- Administración del Régimen Económico y Fiscal de Canarias
- Pesca
- Seguridad Social

### Competencias que ejecuta
Art. 33
- Museos, archivos y bibliotecas estatales
- Legislación laboral
- Gestión de la Sanidad
- Ferias internacionales
- Pesas y medidas
- Productos farmacéuticos
- Propiedad industrial e intelectual
- Salvamento marítimo.
- Crédito, banca y seguros.
- Puertos y aeropuertos de interés general

### Competencias de seguridad ciudadana
Art. 34
- Seguridad Ciudadana de acuerdo con el estado
- Establece que la Comunidad puede crear una policía propia